# プロレスクラシック〜伝承〜
『プロレスクラシック～伝承～』とは、日テレジータスで放送されている番組である。

## 概要
- プロレスクラシックから派生したシリーズの一つであり、主に、小橋・三沢光晴・川田利明・田上明等の、いわゆる「超世代軍」が台頭した平成時代初期の「全日本プロレス」を取り上げている。
- 尚、同シリーズは、小橋建太を「プロレス伝承人」として番組の司会や、進行を担当している。

## 出演者
- 小橋建太 (プロレス伝承人)
- 平川健太郎 (日本テレビアナウンサー/進行)

## コーナー
- 伝承人解説試合
この番組の伝承人である小橋が、後世に伝えたい名勝負を、鉄人ならではの切り口で解説するコーナー

## テーマ曲
- オープニングテーマ曲/王者の魂(ジャイアント馬場テーマ曲)
- エンディングテーマ曲/マシンガン()